# Santa Anita (Tlajomulco)
Santa Anita es una localidad del estado mexicano de Jalisco. Es parte del municipio de Tlajomulco de Zúñiga.

## Toponimia
El nombre «Santa Anita» hace referencia a la santa patrona de la localidad: Santa Ana de Nazaret.

## Demografía
| Gráfica de evolución demográfica |
|                                  |

| Censo | Población |
| ----- | --------- |
| 1980  | 499       |
| 1990  | 1 693     |
| 2000  | 2 239     |
| 2010  | 2 457     |
| 2020  | 1 642     |